# Бачийский, Стойно
Стойно Цветков Бачийский (болг. Стойно Цветков Бачийски; 1 сентября 1897, Княжево — 17 мая 1949, Горна Джумая) — болгарский офицер и антикоммунистический партизан. Участник Второй мировой войны и Горянского движения.

## Биография
Родился в городе Княжево, ныне район Софии. Начал военную службу подпоручиком в январе 1919, с июня 1928 — капитан, в мае 1936 — майор. 6 мая 1940 произведён в подполковники. Служил в пехотных полках, интендантской части пехотной дивизии, пограничной страже. Был представлен царскому двору.
В составе болгарской армии полковник Бачийский участвовал во Второй мировой войне. В 1942—1943 в звании полковника командовал 51-м Вардарским пехотным полком, дислоцированным в Скопье (ныне столица Македонии). Руководил антипартизанскими карательными операциями. По его приказу были казнены десять партизан-коммунистов.
После прихода к власти БКП в 1944 Стойно Бачийский подлежал Народному суду, однако сумел скрыться и примкнул к Горянскому движению. В марте 1948 он присоединился к отряду Герасима Тодорова. Вскоре отряд Тодорова был разбит в результате карательной операции властей. Бачийский попал в плен. Приговорён к смертной казни и расстрелян в мае 1949.

## Память
После смены режима в Болгарии именем полковника Стойно Бачийского названа одна из улиц Софии (район Княжево).